# The Notebook (romance)
The Notebook é um livro de 1996 escrito por Nicholas Sparks, baseado em uma história real. O romance mais tarde recebeu uma adaptação para filme com o mesmo nome em 2004. O filme Zindagi Tere Naam, estrelado por Mithun Chakraborty, também é baseado no livro.

## Desenvolvimento
The Notebook é o primeiro romance publicado por Nicholas Sparks. Anteriormente, ele tinha escrito The Passing e The Royal Murders, porém nenhum dos dois foi publicado. Ele levou cerca de seis meses para escrevê-lo em 1994. A agente literária Theresa Park descobriu Sparks através de esboços do livro e resolveu ser sua representante. Em outubro de 1995, Park recebeu um adiantamente de $1 milhão para o livro da Time Warner Book Group e o romance foi publicado em outubro de 1997. Ele ficou na lista do mais vendidos da New York Times na primeira semana do lançamento.
Sparks disse que se inspirou na história dos pais de sua esposa, que estavam casados há mais de sessenta anos quando os conheceu, para escrever o romance. No bloco de notas, ele tentou expressar todo o amor daquele casal.

## História
O romance começa com Noah Calhoun, um homem idoso, contando a seguinte história para uma mulher em uma casa de repouso:
Noah, 31, retorna da Segunda Guerra Mundial para sua cidade, New Bern, Carolina do Norte. Ele termina de restaurar sua casa em estilo antebellum, após o falecimento de seu pai. Enquanto isso, Allie, 29, vê a casa no jornal e decide visitá-lo.

Após 14 anos separados, eles se encontram de novo. Eles tiveram um breve romance de verão, quando a família de Allie foi visitar a cidade. Porém, acabam se separando por causa das diferentes classes sociais; Allie era de uma família rica e Noah trabalhava como operário em uma serraria. Ao olharem um para o outro, lembranças e emoções fortes tomam os dois. Eles jantam juntos e falam sobre suas vidas e do passado. Assim, Allie descobre que Noah havia escrito cartas para ela por um ano após se separarem e que sua mãe as escondia para que ela pensasse que o garoto havia a esquecido. Eles conversam sobre o que poderia ter acontecido entre eles, caso a mãe de Allie não tivesse interferido. No final da noite, Noah convida Allie para voltar no dia seguinte e diz que tem uma surpresa. Ela decide vê-lo de novo, enquanto seu noivo, Lon, está preocupado e decide ir até o hotel, uma vez que ela não responde seus telefonemas.

No dia seguinte, Noah leva Allie para um passeio de canoa em um pequeno lago cheio de cisnes e gansos. Ela fica encantada com tudo aquilo. No caminho de volta, são surpreendidos por uma tempestade e acabam encharcados. Ao voltarem para casa, eles falam novamente sobre o quão importante eram um para o outro e como seus sentimentos não mudaram. Assim, os dois se beijam.

Na manhã seguinte, a mãe de Allie aparece na casa de Noah e entrega a filha todas as cartas do rapaz. Quando ela vai embora, Allie percebe que tem uma decisão a tomar. Apesar de amar Noah, ela não quer machucar Lon. Noah pede para ela ficar com ele, mas ela decide ir embora. Allie chora no caminho até o hotel e começa as ler as cartas entregues pela sua mãe. Ao chegar no hotel, encontra-se com Lon.
O homem deixa de ler a história nesse momento e conta ao leitor que está lendo a sua esposa que sofre da doença de Alzheimer e que não o reconhece. Ele explica que também está doente, lutando contra um terceiro tipo de câncer e que sofre de doença cardíaca, insuficiência renal e artrite severa nas mãos.
Ele recomeça a ler a história e, dessa vez, descreve a vida dos dois: a sua carreira como um pintor notável, seus filhos, o passar do tempo juntos e, finalmente, o diagnóstico da doença de Alzheimer. Ele tinha mudado os nomes na história para protegê-la, mas ele é Noah e ela é Allie. Enquanto caminham juntos, Allie, embora não o reconheça, diz que sente algo por ele.
Naquela noite, eles jantam juntos. Referindo-se a história, ela diz que acha que Allie escolheu Noah. Ao reconhecer seu marido, ela diz que o ama. Eles se abraçam e conversam, mas, depois de quase quatro horas, Allie fica confusa. Ela começa a entrar em pânico e a ter alucinações, esquecendo quem é Noah de novo. Uma semana depois, após Noah ter um derrame e se recuperar, ele vai ao quarto de Allie à noite para vê-la. Ela se lembra de quem é ele, apesar da doença de Alzheimer, e fala que sentia a sua falta.